# Я, син трудового народу...
«Я, син трудового народу...» — радянський двосерійний телевізійний фільм 1983 року режисера Володимира Стрелкова, за мотивами однойменної повісті Валентина Катаєва.

## Сюжет
Україна, лютий 1918 року. Після чотирьох років війни в рідне село з Георгіївським хрестом на грудях повертається артилерист Семен Котко. Він ще до війни сватався до Софії — красуні-доньки свого односельця фельдфебеля Никанора Ткаченка, але він не хотів видавати дочку за сина бідняка-коваля, незважаючи на те, що Софія полюбила Семена. Після революції ситуація змінилася, селяни отримують землю і худобу експропрійовану у місцевого поміщика пана Клембівського. Семен знову засилає сватів — голову першої сільської Ради Трохима Ременюка і матроса Василя Царьова. Никанор Ткаченко погоджується на шлюб дочки з Семеном Котком. За договором Української держави і Німеччини в країну вводиться німецька армія і влітку 1918 року у село приходить нова влада — офіцер фон Вірхов, син місцевого поміщика пана Клембівського. Ткаченко стає старостою і починає своє правління в селі з показової страти Царьова і Ременюка. Семен з молодим односельцем Миколою йдуть в ліс до партизанів. Загін швидко росте, перетворюючись в партизанську бригаду, і примикає до Червоної армії.

## У ролях
- Сергій Маковецький —  Семен Котко
- Олена Кондратьєва —  Софія
- Валентина Хміль —  Фрося, молодша сестра Семена Котка
- Олексій Золотницький —  пан Клембівський, поміщик
- Олена Борзова —  Люба
- Анатолій Рудаков —  Василь Царьов, матрос-чорноморець, більшовик
- Микола Сльозка —  Трохим Іванович Ременюк, політкаторжанин, голова сільради
- Жорж Новицький —  Никанор Васильович Ткаченко
- Костянтин Шафоренко —  Микола Івасенко
- Наталія Дубровська —  мати Семена
- Альгімантас Масюліс —  фон Вірхов
- Володимир Наумцев —  Зіновій Петрович
- Іван Матвєєв —  Григорій Іванович
- Борис Молодан —  Кузьма Васильович
- Євген Матвєєв —  читає текст від автора
- В епізодах: Муза Крєпкогорська, В. Тумаров, В. Міняйло та ін.

## Знімальна група
- Сценарист: Павло Катаєв
- Режисер-постановник: Володимир Стрелков
- Оператор-постановник: Микола Ільчук
- Художник-постановник: Олександр Токарев
- Композитор: Микола Сидельников
- Режисер: Петро Ясинський
- Оператор: Микола Івасів
- Звукооператор: Ганна Подлєсна
- Режисер монтажу: Л. Мальцева
- Художник по костюмах: Олександра Петрова
- Художник-гример: Григорій Волошин
- Художник-декоратор: Н. Стельмах
- Комбіновані зйомки: оператор — А. Сидоров, художник — Н. Нікітенко
- Асистенти оператора: Н. Кудрявцев, Віктор Ноздрюхін-Заболотний
- Державний симфонічний оркестр УРСР, диригент — Федір Глущенко
- У фільмі брав участь фольклорно-етнографічний ансамбль «Укрконцерту»
- Редактор: Євгенія Рудих
- Директор картини: Євгенія Перекрестова